# 俄界会议旧址
俄界会议旧址，位于中国甘肃省迭部县达拉乡，原为一个省级文物保护单位，类型为近现代重要史迹及代表性建筑。后升级为甘肃全国重点文物保护单位。
俄界会议旧址的历史年代为1935年。在紅軍長征的過程中，於1935年9月初，張國燾因為葛曲河水上漲及糧食困難，拒絕了中共中央關於左路軍北上同右路軍會合，左右路軍集中班佑，共同向洮河流域以東發展的北進計劃，並將部隊從墨窪附近折回阿壩。9月8日，張國燾電令陳昌浩率右路軍南下。9日，中共中央致電張國燾，指出：「中央認為：北上方針絕對不應改變。左路軍應速即北上。」但張國燾不聽，於當日向中央提出南下川康邊之天合、蘆山、丹巴、甘孜、道孚等地。中共中央率紅軍一、三軍團於9月11日北進到達甘肅境內俄界。為克服與張國燾的分裂所造成的局勢，9月12日，中央政治局在俄界舉行政治局擴大會議，討論行動方針問題。